# VG Cats
VG Cats (kort for Video Game Cats (dansk: Video Spils Katte)) er en onlinetegneserie skrevet og tegnet at den canadiske tegner Scott Ramsoomair. Den har sin egen websted, hvilket også er det eneste medium, som den bliver udgivet ved. Serien handler om to katte, der opfører sig præcist, som var de mennesker. De ses ofte klædt ud som populære videospilsfigurer, som de parodierer i seriens striber. Alle striberne er som regel vist på en hel side og i farver. 
Ifølge hjemmesiden selv opdateres tegneserien hver mandag, dog har der ofte været forsinkelser. 
Tegneseriens hovedfokus er humor baseret på videospil og satiriske jokes om spilindustrien.

## Historie
Ramsoomair har fortalt, at han begyndte tegneserien, fordi han kedede sig på arbejdet og derfor sad og tegnede dem i frokostpauserne. Den første stribe blev udgivet 1. september 2001. (En dag, der ifølge ham selv var dårlig timing, højest sandsynligt på grund af 9/11-angrebene, som fandt sted samme år kort efter).

## Hovedpersoner

### Aeris
En blå-øjet hunkat med lyserød pels. Aeris er venner med Leo, selvom hun sjældent tolererer hans dumhed. Hun er klart den mest fornuftige figur i serien, med et sødt udseende, men har også en kort lunte og mangel på tålmodighed overfor den tåbelighed hun føler at hun omgås. Hun er næsten altid vred på de andre personer i serien, hvilket ligefrem fører til et forsøg på at udslette Leo ved at rejse tilbage i tiden og forhindre ham i at blive født. Leo forsvandt dog aldrig, og i serien udtaler han, at han "fik det bedre".

### Leo
Eller Leo Leonardo, den tredje, som han også kaldes er en grå-pelset kat med grønne øjne. Han er altid entusiastisk med det, han går og laver, men er ofte den mest naive af de to katte. Selvom han generelt udviser stor dumhed, har han i flere striber givet tegn på, at han faktisk er dybt intelligent. I flere af striberne er han også klædt ud som videospilsfigurer, som Solid Snake, Link, Fox McCloud, Leon S. Kennedy og Mario.
Leo er opkaldt efter en af Scott Ramsoomairs egne katte.